# Hochmaderer
Der Hochmaderer ist ein 2823 m ü. A. hoher, markanter Berg in der Silvretta im österreichischen Bundesland Vorarlberg, am Ende des Montafon.
Der mehrgipfelige Urgesteinsklotz stürzt in mächtigen Wandfluchten nach Süden und Osten ab. Er ist Bestandteil eines etwa acht Kilometer langen Kammes, der an der Südlichen Plattenspitze vom Silvretta-Hauptkamm nach Norden abzweigt und mit dem letzten Gipfel, dem Breitfielerberg, nach Partenen und zur Mautstelle der Silvretta-Hochalpenstraße abfällt.
Die Besteigung erfolgt ab dem Vermuntsee (1743 m, Bushaltestelle) in 2½ Stunden von Norden, oder ab der Tübinger Hütte (2191 m) in 1¾ Stunden durch das südlich des Berges gelegene Gantschettatäli (2300 m) zunächst auf das, bzw. kurz vor das Hochmadererjoch (2505 m). Von hier aus steigt man in einer weiteren Stunde über den sehr steilen, Trittsicherheit erfordernden Gunserweg auf den Gipfel.

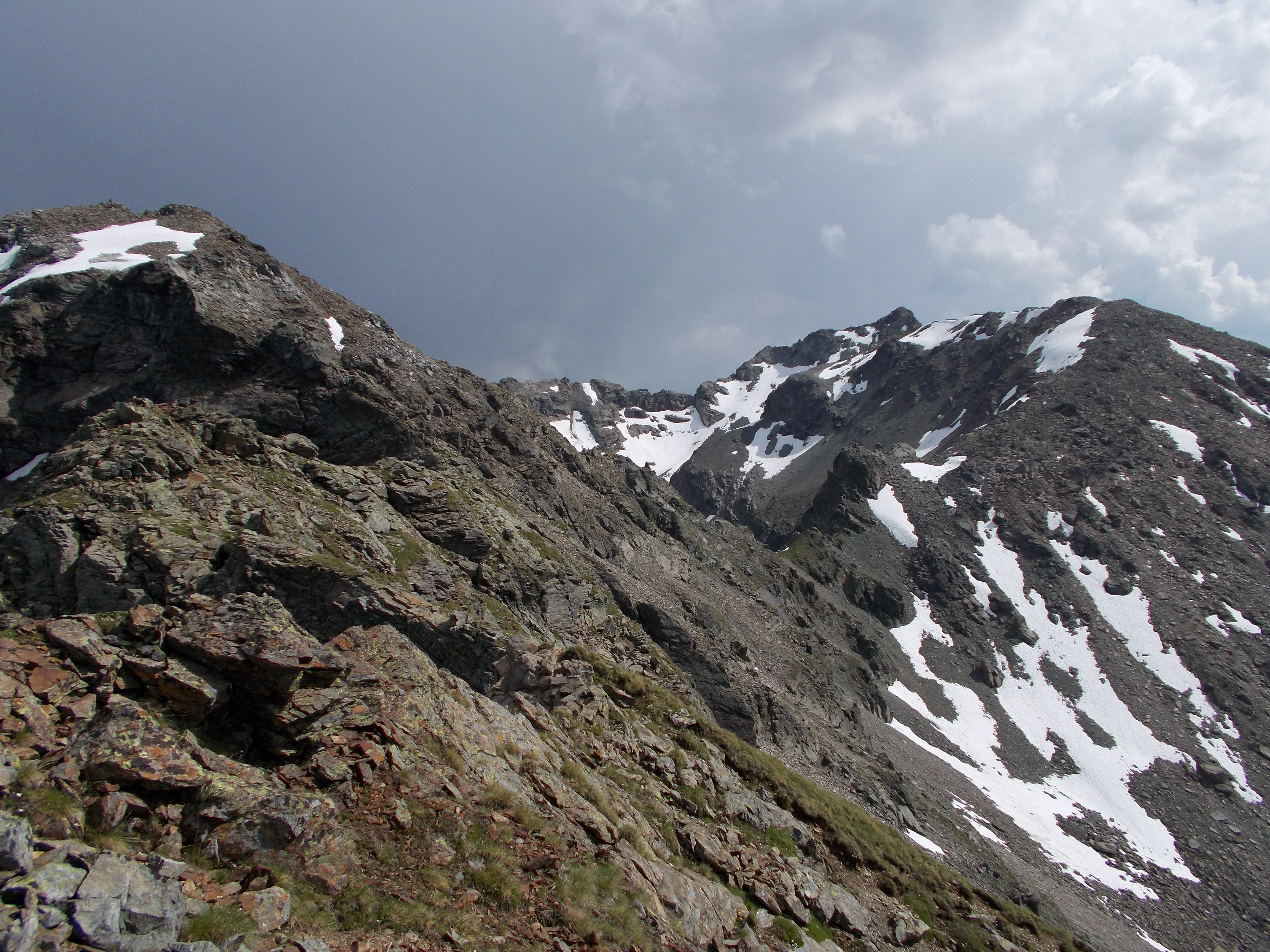
Blick vom Strittkopf nach Süden zum Hochmaderer
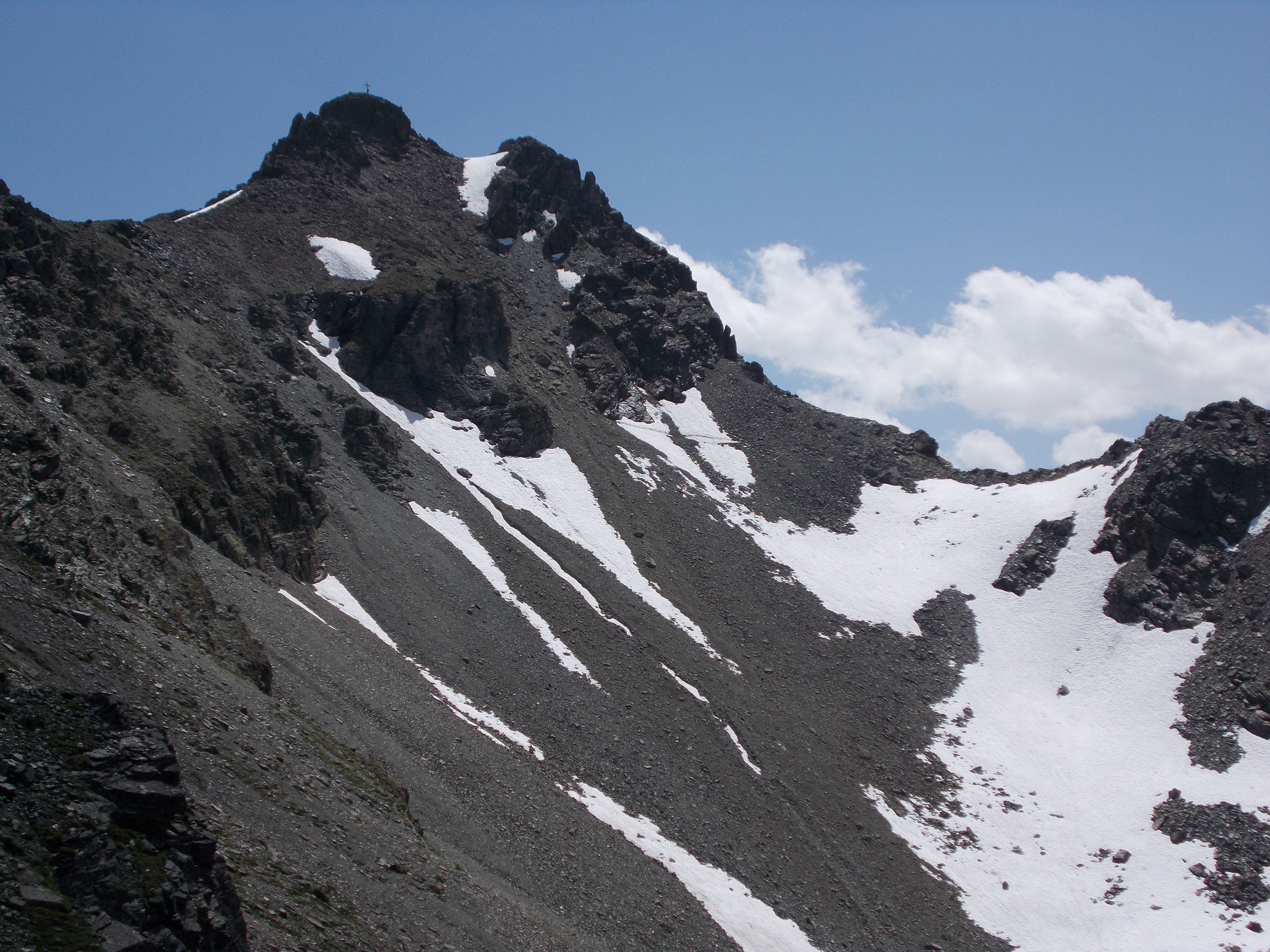
Hochmaderer von Nordwesten mit dem Gunserweg, der von Süden über den Sattel (rechts) heraufführt
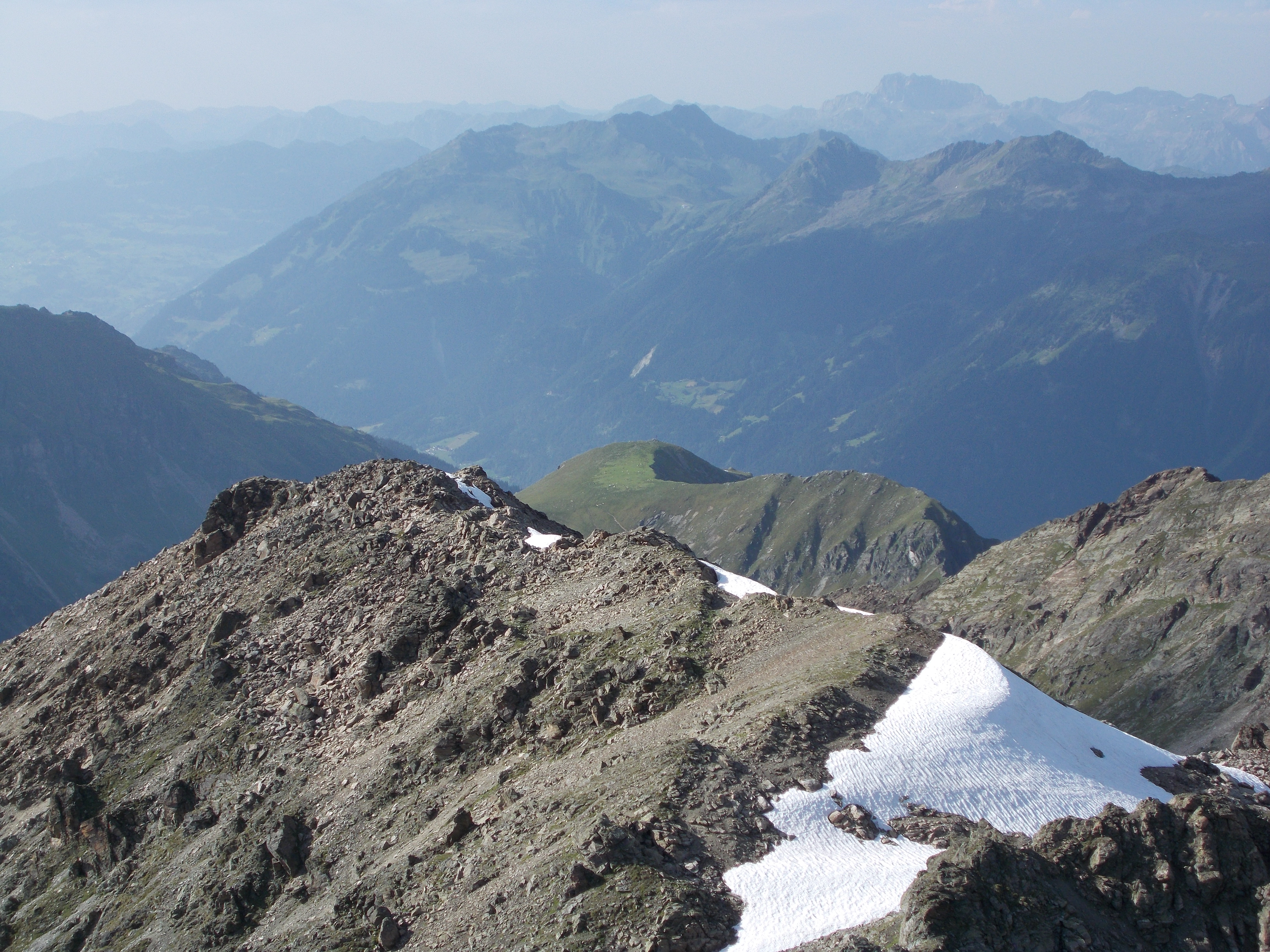
Blick vom Hochmaderer ins Montafon. Im Mittelgrund der begrünte und beweidete Schafboden, am Horizont halbrechts die Rote Wand
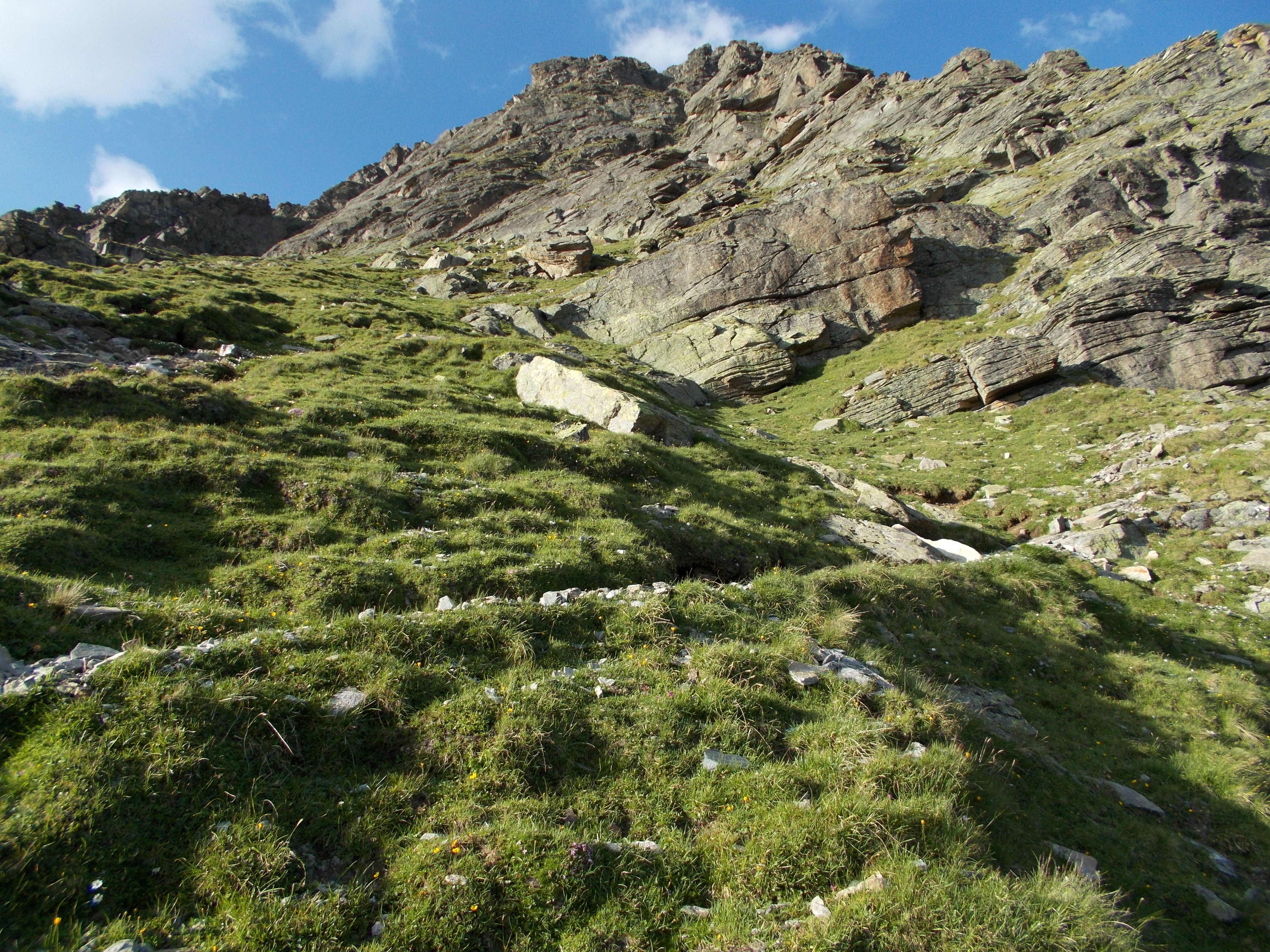
Der sehr steile Gunserweg
Blick vom Hochmaderer in die Silvretta: Panorama von der Rotfluh bis zum Kleinen Seehorn
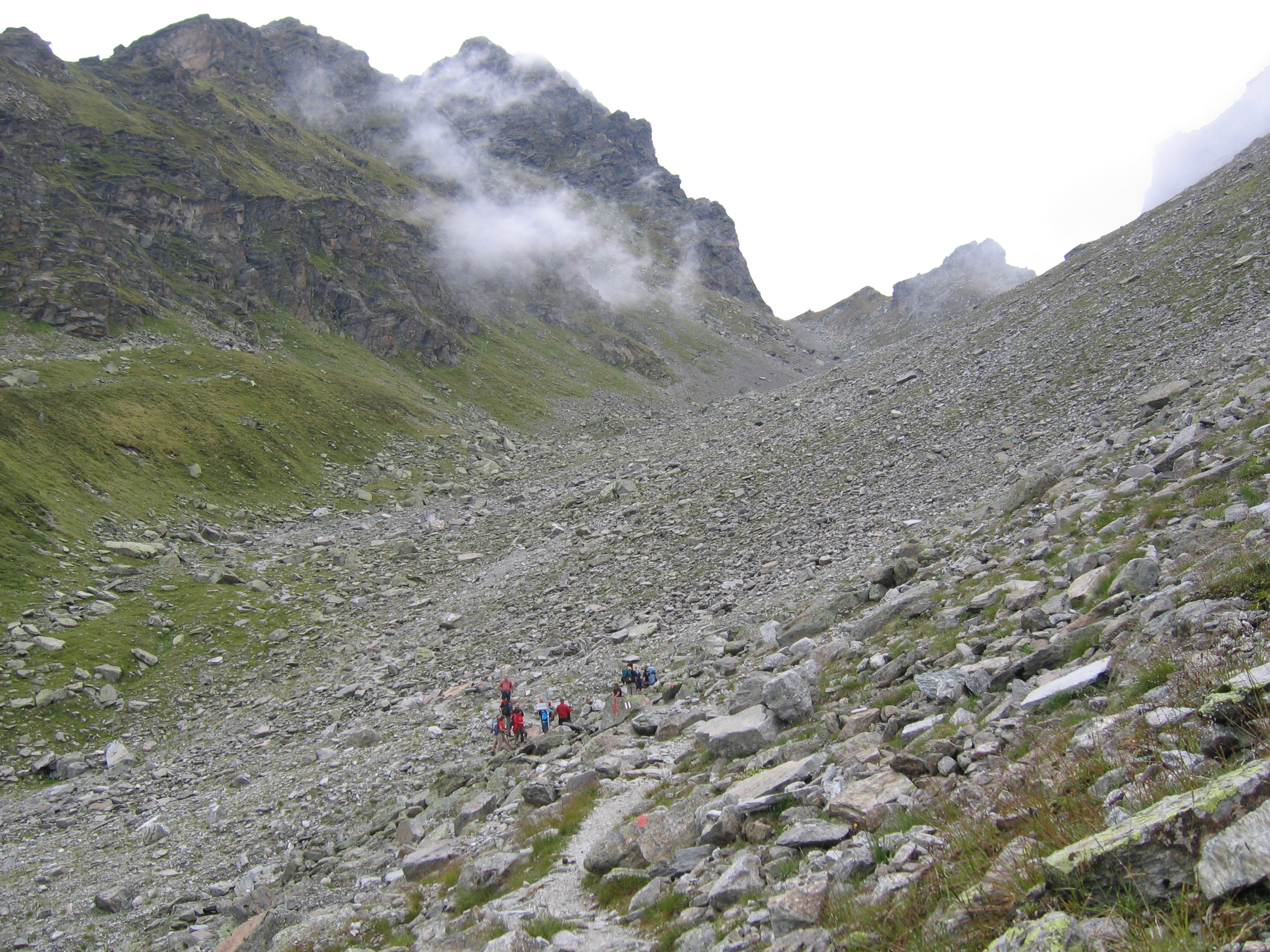
Blick über das Gantschettatäli und Hochmadererjoch zum Hochmaderer (links), Blick von Westen
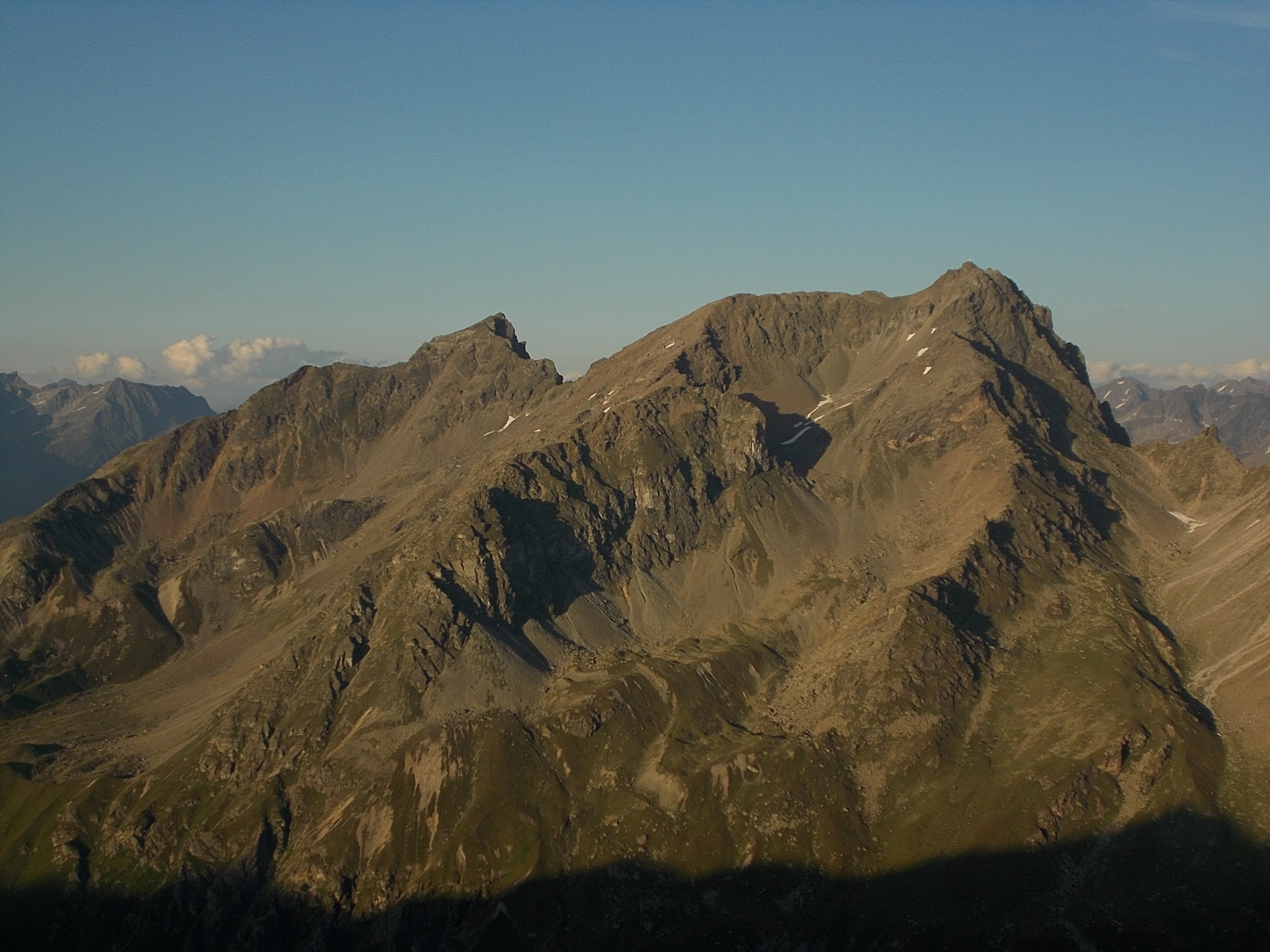
Hochmaderer (rechts) und Strittkopf (2745 m, links der Mitte) vom Erich-Endriss-Weg. Ganz rechts das Hochmadererjoch